# Lee Jae-Shin
Lee Jae-Shin (26 de enero de 1981) es un deportista surcoreano que compitió en taekwondo. Ganó una medalla de plata en los Juegos Asiáticos de 2002 en la categoría de –72 kg.

## Palmarés internacional
| Juegos Asiáticos | Juegos Asiáticos      | Juegos Asiáticos | Juegos Asiáticos |
| Año              | Lugar                 | Medalla          | Categoría        |
| ---------------- | --------------------- | ---------------- | ---------------- |
| 2002             | Busan (Corea del Sur) | Medalla de plata | –72 kg           |